# نهر الغارون
نهر الغَارُون أو الجَارُون (بالفرنسية: la Garonne) نهر يقع جله في جنوب غرب فرنسا. ينبع النهر من الجانب الإسباني لجبال البرانس, على ارتفاع 3404 م في ما يعرف بقمة أنِتو (منطقة أرجوان). يجري الغارون في إتجاهٍ عام شمالي غربي حتى مصبه في المحيط الأطلسي, حيث يلتقي مع نهر الدوردون في مصب الجيروند. يبلغ نهر الغارون 647 كم طولاً وتدفه المتوسط يبلغ 631 م³/ثا، هذا الأخير يعرف تغيرات موسمية ملحوظة. يمر نهر الغارون بمدينتي تولوز وبوردو (الواقعة بالقرب من مصبه), حيث كان يشكل في الماضي محوراً رئيسياً للنقل في المنطقة. يرتبط الغارون بالبحر المتوسط بواسطة قناة ميدي (قناة الجنوب).
أعطى النهر اسمه إلى ثلاث أقاليم فرنسية هم غارون العليا ولوت وغارون وتارن وغارون.